# Ducati Pantah
La Pantah est un modèle de moto du constructeur italien Ducati.
Le prototype de la 500 Pantah est présenté pour la première fois au Salon de Milan en 1977. Il inaugure un tout nouveau bloc-moteur sur lequel la distribution par couples coniques est remplacée par des courroies crantées.
Il faut attendre deux ans pour que le modèle de série sorte sous le nom de 500 SL Pantah. La machine donne son nom à la lignée de moteur de ce type.
Pour coller à la tradition, ce moteur reste un bicylindre en V ouvert à 90° de quatre temps. Il est annoncé pour 52 ch à 9 050 tr/min au vilebrequin, couplé à une boîte de vitesses à cinq rapports.
Les arbres de la boîte de vitesses sont superposés pour gagner en compacité longitudinale du bloc-moteur, qui, et c'est une première pour une moto de grande série, intègre la fixation du bras oscillant de la roue arrière.
Ce moteur est le fruit du travail de l'ingénieur en chef de Ducati, Fabio Taglioni.
La partie cycle se distingue également en présentant un cadre en treillis tubulaire, plus rigide que les classiques cadre à berceaux.
La fourche de 35 mm de diamètre et les combinés amortisseurs sont fournis par Marzocchi, puis par Païoli.
La suspension arrière est assurée par deux combinés amortisseurs fournis par Marzocchi, puis par Païoli.
Le freinage est assuré par trois disques Brembo de 260 mm de diamètre.
Les modèles de 1979 ont été livrés avec une peinture rouge à bandes blanches et un cadre noir, tandis que les modèles suivants étaient disponibles avec une peinture bleu clair et des bandes bleu foncé et rouges. La selle est remplacée par un modèle hérité de la 900 MHR. Sur tous les millésimes, les jantes dorées proviennent du catalogue FPS.

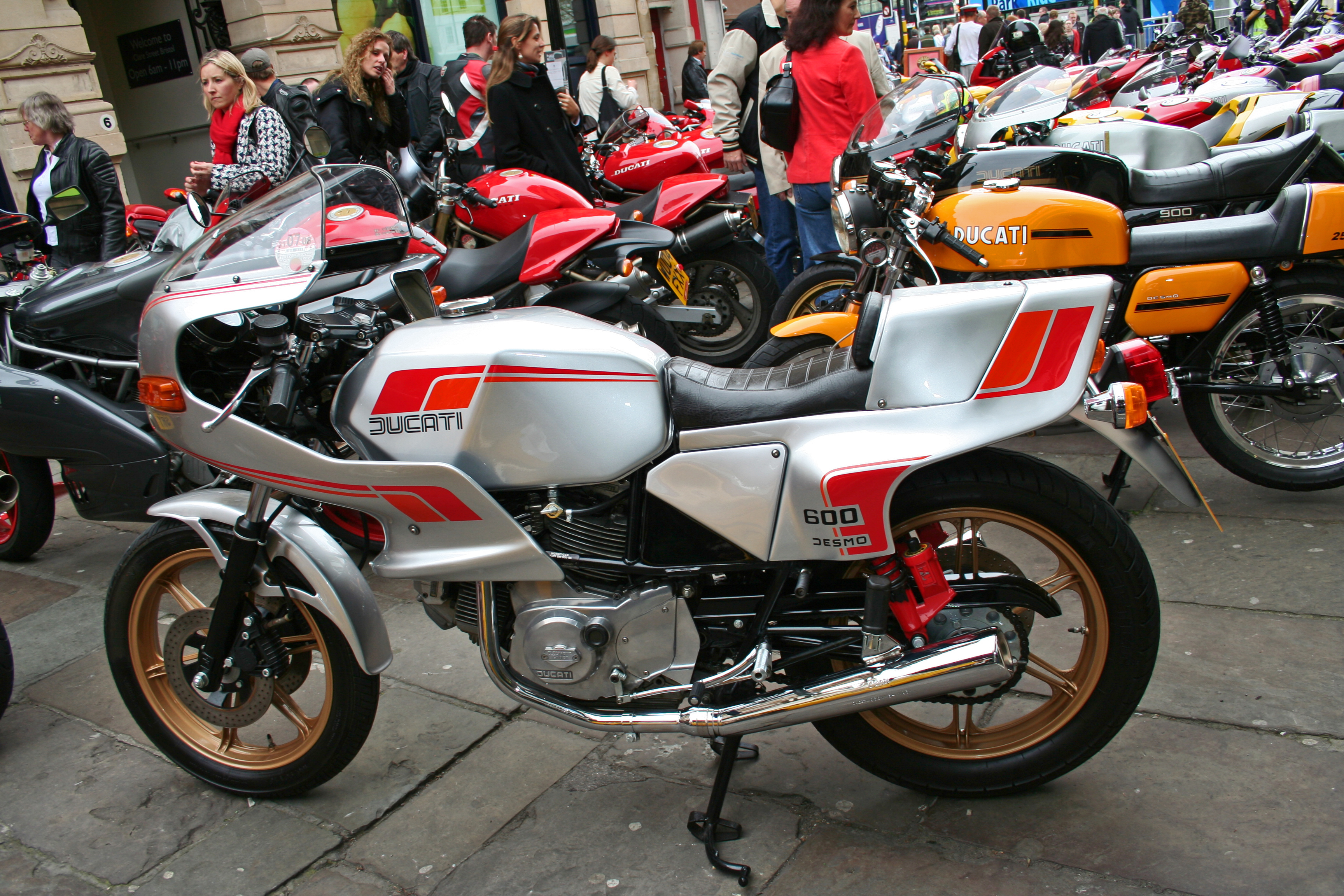
600 Pantah

Le 500 Pantah est complétée en 1981 par la 600 SL Pantah.
Les 84,22 cm3 supplémentaires sont obtenus par augmentation de 6 mm de l'alésage. La puissance passe à 58 ch à 9 100 tr/min pour 5,17 mkg à 7 500 tr/min. Le poids passe à 188 kg.
La partie cycle est identique à celle de la 500. L'habillage adopte des lignes plus douces, moins anguleuses.
En 1983, la 650 SL Pantah présente une évolution du moteur. Avec l'augmentation des valeurs d'alésage et de course (82 × 61,5 mm), la cylindrée monte à 649,56 cm3 et la puissance passe à 66 ch à 9 000 tr/min.
La fabrication de ces trois modèles cesse en 1983.